# إن بي سي
شركة البث الوطنية (بالإنجليزية: National Broadcasting Company) أو إن بي سي (بالإنجليزية: NBC)، هي شبكة أمريكية تجارية للبث التلفزيوني والإذاعي، وتُعدّ العقار الرئيسي لقسم الترفيه في شركة إن بي سي العالمية، وهي بدورها شركة فرعية مملوكة لشركة كومكاست. تُعد إن بي سي واحدة من شركتين رئيسيتين تحملان اسم NBCUniversal، إلى جانب استوديوهات يونيفرسال. وتُعد من أقدم شبكات البث في الولايات المتحدة.
يقع المقر الرئيسي لشبكة إن بي سي في مدينة نيويورك داخل مبنى كومكاست. كما تمتلك الشركة مكاتب في برج إن بي سي في مدينة شيكاغو بولاية إلينوي، بالإضافة إلى مكاتب في لوس أنجلوس بولاية كاليفورنيا، وتحديدًا في 10 بلازا يونيفرسال سيتي.
تأسست إن بي سي عام 1926 على يد شركة راديو أمريكا، ثم انتقلت ملكيتها لاحقًا بشكل رسمي إلى شركات كبرى، منها جنرال إلكتريك، وويستنغهاوس، وشركة AT&T للاتصالات، وشركة يونايتد فروت. وتُعد إن بي سي أقدم شبكة تلفزيونية من بين ما يُعرف تقليديًا بـ"الثلاثة الكبار" في الولايات المتحدة (إلى جانب شبكتي ABC وCBS). وغالبًا ما يُشار إلى إن بي سي باسم شبكة الطاووس، في إشارة إلى شعارها المميز الذي يُجسّد طاووسًا ملوّنًا، والذي أُطلق عام 1956 للترويج لتقنيات البث الملون التي تبنتها الشركة في مراحلها المبكرة.
تمتلك إن بي سي اثنتي عشرة محطة مملوكة ومدارة بشكل مباشر، ولديها شبكة من المحطات الشريكة (المنتسبة) تغطي تقريبًا جميع الأسواق التلفزيونية في الولايات المتحدة. كما تتوفر بعض قنوات إن بي سي في المكسيك ومنطقة الكاريبي وكندا عبر مزودي خدمات التلفزيون المدفوع أو من خلال البث الهوائي في المناطق الحدودية. وتحتفظ إن بي سي أيضًا باتفاقيات ترخيص للعلامة التجارية لتشغيل قنوات دولية في كل من كوريا الجنوبية وألمانيا.

## وصلات خارجية
- الموقع الرسمي